# Gyimes-völgyi parasztlázadás

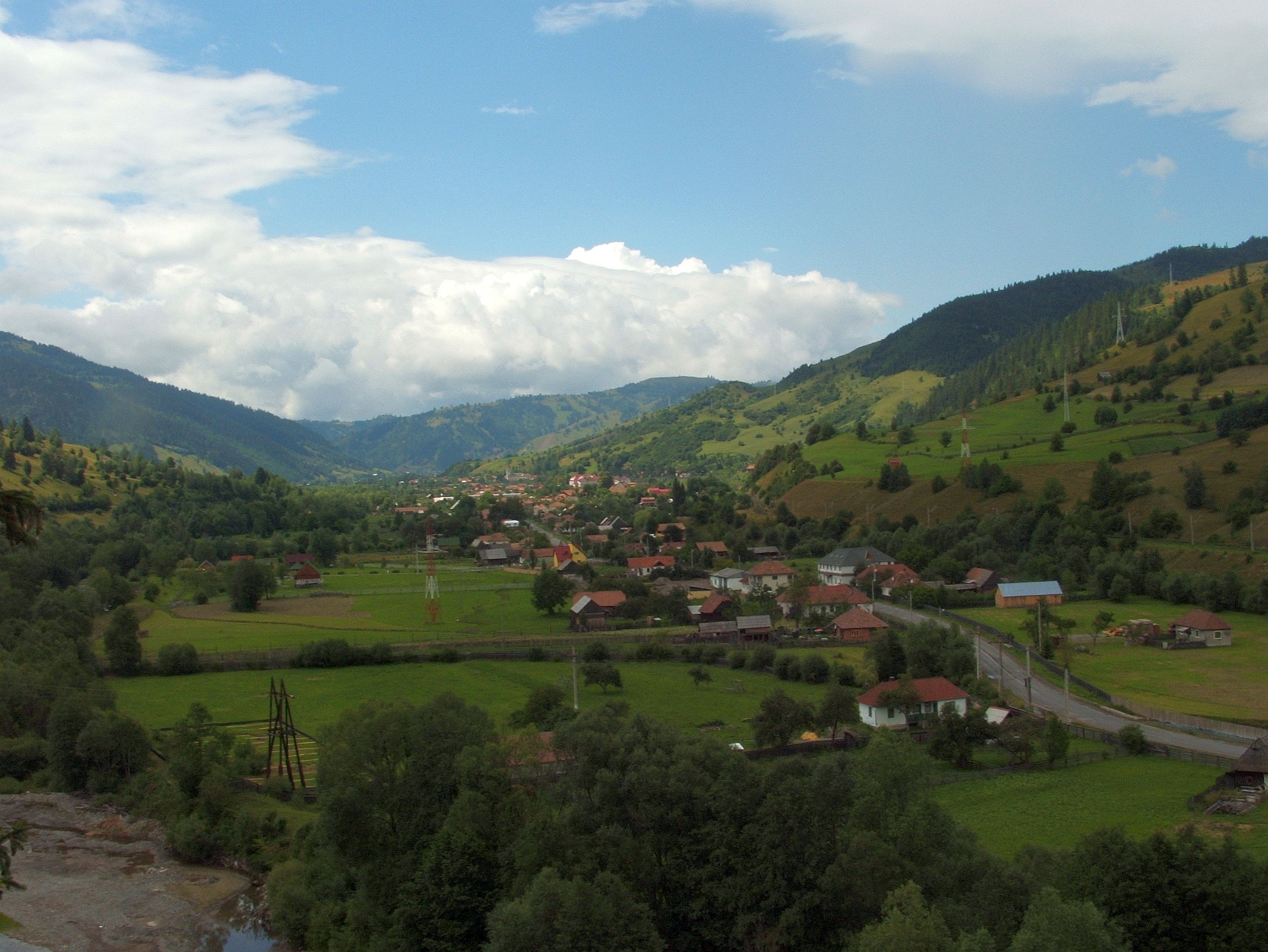
Gyimesbükk látképe (2008)

A Gyimes-völgyi parasztlázadás egy 1934. október 15-én lezajlott megmozdulás volt Erdélyben a zömmel gyimesi csángók lakta Gyimes-völgyben. A lázadás hátterében etnikai és gazdasági okok álltak, kirobbantásukban és vezénylésükben jelentős szerep jutott a Romániai Kommunisták Pártja néhány tagjának.

## Előzmények
A trianoni békeszerződés következtében 1920-ban Erdély Románia részévé vált, így közel másfél millió magyar ajkú erdélyi lakos találta magát új országban. A hatalmon lévő román kormányok rendre agresszív kisebbségpolitikát folytattak, melynek elszenvedője a legnagyobb létszámú magyar nemzetiség volt. Oktatás útján törekedtek a magyar nyelv háttérbe szorítására és az asszimiláció felgyorsítására. Eközben az ország lakosságának anyagi helyzete folyamatosan romlott: az 1929-ben kirobbanó gazdasági válságra a kormány megszorító intézkedésekkel, adóemeléssel reagált. 
Erdélyben különös gonddal zajlott az adóbehajtás, volt, hogy a teljesítés száz százalék fölé került. A Gyimes-völgyi falvak lakói nem tudtak maradéktalanul eleget tenni a magas adófizetési-kötelezettségüknek, ezért a helyi vezetés a lakosság javainak (bútorok, eszközök) lefoglalásával próbált eredményeket elérni. Emellett a gyimesbükki állami iskola igazgatójává egy bizonyos Constantin Ciurdea nevű román tanítót neveztek ki, aki nem beszélt magyarul, ám hamar elterjedt róla, fizikailag bántalmazza diákjait. Egy ilyen eset után egy helybeli érkezett Ciurdea házához a történtek tisztázására, ám a vita elfajult és az igazgató lelőtte a panaszkodót. Az eset bíróság elé került, ám Ciurdeát önvédelemre való hivatkozással felmentették.

## A parasztlázadás
A történtek után kevéssel az illegális kommunista párt tagjai, például Tankó Imre Vajda megkezdték a felkelés megszervezését. Október 15-e reggelén Gyimesbükkön mintegy félezer, Gyimesközéplokon körülbelül száz felfegyverzett falusi gyűlt a községháza elé. Gyimesbükkön nem vették komolyan a tüntetőket, akik erre betörtek az épületbe és több tanácstagot is foglyul ejtettek, míg a falu polgármestere, jegyzője és Ciurdea igazgató elmenekült. A kiérkező csendőröket a helyiek lefegyverezték, majd betörtek a lefoglalt javakat tároló épületbe és újfent birtokba vették jogos tulajdonukat.
Eközben Gyimesközéplokon a község vezetését sikerült tárgyalásra kényszeríteni. Miközben a Tankó Imre Vajda által benyújtott öt pontból álló követeléseket vitatták az épületben az asszonyok az itteni raktárból is visszaszerezték elkobzott értékeiket. A néhány órás megmozdulást követően a tömeg mindkét településen szétszéledt.

## Következmények
Az eseményeket követő időszakban a román rendőri erők több száz helybelit hallgattak ki, a vallomások alapján 32 embert vettek őrizetbe, akik közül 17 fő ellen indítottak pert. A tárgyalás politikai okokból sokáig húzódott, majd végül 1935. április 13-án kezdődött el. A két nap alatt lezajlott ülés végén a következő ítéletek születtek: Tankó Imre Vajdát lázításért három havi fogházra és 5000 lej pénzbüntetés megfizetésére, Sántha Anna Perdi vádlottat hatóság elleni erőszakért 1 havi fogházra és 500 lej pénzbüntetés megfizetésére, Bilibók György és Cojocaru György lakosokat hatóság elleni erőszakért tizenöt napi fogházra és 500 lej pénzbüntetés megfizetésére ítélték. A tizenhárom további vádlottat felmentették.